# Изабела Грималди
Изабела Грималди (на италиански език: Isabella Grimaldi; * 16 век, † 27 февруари 1583) е господарка на Монако (1545 – 1581) като съпруга на Оноре I.

## Произход
Тя е дъщеря на Джован Батиста Грималди, владетел на Монталдео и генуезки патриций, и Мадалена Палавичини.

## Брак и потомство
∞ 8 юни 1545 в Генуа (пълномощник) за Оноре I Грималди (* 1522, † 7 октомври 1581), господар на Монако, неин далечен братовчед, от когото има седем сина и седем дъщери: 
- Джиневра Грималди (* 24 октомври 1548, † сл. 1594);
- Бенедета Грималди (* 3 май 1550, † млада);
- Клавдия Грималди (* 8 октомври 1552, † 20 ноември 1598);
- Шарл II Грималди (* 26 януари 1555, Монако; † 17 май 1589, пак там), господар на Монако (1581 – 1589);
- Елеонора Грималди (* 10 декември 1556);
- Франсоа Грималди (* 13 ноември 1557, † 4 октомври 1586);
- Орас Грималди (* 5 ноември 1558, † 16 юли 1559);
- Хиполита Грималди (* 20 ноември 1559, † 24 април 1562)
- Фабрицио Грималди (* 1 декември 1560, † 20 април 1569)
- Еркюл Грималди (* 24 септември 1562, † 29 ноември 1604), господар на Монако (1589 – 1604); ∞ за Мария Ланди, от която има двама сина и една дъщеря;
- Вирджиния (* 12 юли 1564), монахиня-отшелница от Августинския орден, живее в манастира „Санта Мария ин Пасионе“ в Генуа;
- Аврелия Грималди (* 13 ноември 1565);
- Орас Грималди (* 5 септември 1567, † 1620, Мадрид), виночерпец на Филип III от Испания;
- Жан Батист Грималди (* 24 март 1571, † 18 март 1572).

|  | Тази страница частично или изцяло представлява превод на страницата Isabella Grimaldi в Уикипедия на италиански. Оригиналният текст, както и този превод, са защитени от Лиценза „Криейтив Комънс – Признание – Споделяне на споделеното“, а за съдържание, създадено преди юни 2009 година – от Лиценза за свободна документация на ГНУ. Прегледайте историята на редакциите на оригиналната страница, както и на преводната страница, за да видите списъка на съавторите. ВАЖНО: Този шаблон се отнася единствено до авторските права върху съдържанието на статията. Добавянето му не отменя изискването да се посочват конкретни източници на твърденията, които да бъдат благонадеждни. |